# Injektionsvätska
Injektionsvätska är en beredningsform för läkemedel, då det är tänkt att läkemedlet ska injiceras in i kroppen via en injektionsspruta. Injektionsvätskor har en benägenhet att verka mycket snabbare än exempelvis orala beredningsformer, då den aktiva substansen inte behöver passera någon del av matsmältningssystemet utan istället kommer direkt in i blodet.
Somliga injektionsvätskor kan ha långtidsverkande egenskaper. Denna egenskap utnyttjas ofta vid behandling av demens eller av svåra psykiska sjukdomar såsom schizofreni då patienten inte alltid kan ha koll på sin medicinering personligen. Till exempel finns vissa neuroleptika i denna beredningsform.